# 부르셴샤프트
부르셴샤프트(Burschenschaft)는 해방 전쟁 후 독일의 대학생이 결성한 단체다.
처음에는 출신지별 단체(出身地別團體)를 대신하는 것으로 조직되어 정치적 의도는 없었으나, 빈 체제 하에서 점차 반동정치와 대결하게 되어 ‘자유·명예·조국’이라는 표어를 내걸고 자유 통일 운동의 선두에 서게 되었다.
1817년 10월 18일 바르트부르크 숲에서 루터의 종교개혁 300년제(年祭)와 라이프치히 전승기념(戰勝紀念)을 겸한 제전(祭典)을 개최하고, 전독일 부르셴샤프트를 창설하여 반동에 대한 투쟁에 기세를 올렸다. 그 후 극좌파(極左派)인 잔트가 반동적이며 통일의 적(敵)으로 간주된 코체부에를 암살하였다. 이에 메테르니히의 주창에 의한 카를스바트 결의로서 부르셴샤프트는 금지되고, 자유통일운동까지 탄압되었다.
금지된 후 비밀결사적인 청년동맹 등의 이름으로 급진적인 경향을 나타내게 되고, 1840년에는 현실 정치적인 방향으로 진전하였으나, 1935년 나치스에 의해 완전히 소멸되었다.

## 같이 보기
- 헤프헤프 폭동

## 참고 자료
- 이 문서에는 다음커뮤니케이션(현 카카오)에서 GFDL 또는 CC-SA 라이선스로 배포한 글로벌 세계대백과사전의 내용을 기초로 작성된 글이 포함되어 있습니다.